# Potomstwo (film)
Potomstwo (tytuł oryg. The Brood) – kanadyjski film fabularny z 1979 roku, napisany i wyreżyserowany przez Davida Cronenberga. Wyróżniony podczas Sitges − Catalonian International Film Festival w 1981 i gali Genie Awards w 1980.